# Иванов, Сергей Анатольевич (писатель)
Сергей Анатольевич Иванов (род. 17 июля 1941, Москва, РСФСР, СССР — 4 декабря 1999) — советский и российский детский писатель, педагог, автор сценариев к мультфильмам «Падал прошлогодний снег» и «Бюро находок», обладатель почётного диплома Премии имени Х. К. Андерсена.

## Биография
Родился 17 июля 1941 года в Москве. В 1963 году окончил дефектологический факультет МГПИ имени В. И. Ленина. Первая книга, сборник стихов «Лесная мастерская», вышла в 1971 году.
Автор более 50 книг: школьные повести, рассказы о природе, детские детективы.
В соавторстве с актрисой Риной Зелёной написал книжку для малышей «Сундучок».
Создал сценарии к мультфильмам «Падал прошлогодний снег», «Бюро находок», «Незнайка на Луне».
Вместе с поэтом Романом Сефом вёл семинар детских писателей в Литературном институте имени Горького.
Творчество и манера Иванова традиционна. Язык его отличает свежесть и оригинальность метафор. Он избегает словесных штампов, сознательно идёт на диалог с юным читателем, часто обращаясь к нему от своего имени.
Погиб 4 декабря 1999 года, попав под поезд. Похоронен на Ново-Деревенском кладбище в городе Пушкино, Московской области.

## Произведения
Романы и повести
- Ольга Яковлева. М., Детская литература, 1976, 1983
- Из жизни Потапова М., Современник, 1984
- Яркий, как солнце. М., Детская литература, 1976
- Гость из Вологды. М., 1977
- Бывший Булка и его дочь. — М., 1979
- Тринадцатый год жизни. М., Детская литература, 1982
- Июнь, июль, август. М., Детская литература, 1981
- Сергей Иванович и Таня (1983)
- Его среди нас нет. М., 1984
- На пасеке. М., Детская литература, 1979, 1989
- Исчезнувшие зеркала. М., Детская литература, 1990
- В бесконечном лесу. М., 1978, 1991
- Зимняя девочка. М., 1994
- Близнецы и похититель обезьяны (1999)
- Близнецы и сгоревший замок (1999)
- Похищение с продолжением (1999)
- Близнецы и «звезда» в подземелье (2001)

Рассказы и сказки
- Сундучок (1983)
- Дерево счастья. М., Малыш, 1983
- Падал прошлогодний снег (1983)
- Лето я провела хорошо… (1986)
- В нашем лесу
- За весною — лето. М., Малыш, 1984
- Знаменитый человек. М., 1988
- По заячьему следу
- Сосны задумчивые
- Джулькино детство. М., 1973
- Среди огромной тайги (1978)
- Изгиб лесной тропы
- Неловленый ёж
- В бесконечном лесу и другие истории о 6-м «В» (1978)
- Бурёнка, Ягодка, Красотка. — М., 1977
- Бывают страны
- Воздухоплаватели
- Ай, да Емеля. — М., 1995
- Лягушка-путешественница
- Маловато будет
- Четыре мушкетёра
- Четыре мушкетёра в год собаки
- Бюро находок
- Бюро находок-2

## Радиопостановки
- 1982 — Жил да был один класс (История 6 «В») (по мотивам повести «В бесконечном лесу и другие истории о 6-м „В“») — режиссёр Владимир Шведов, Главная редакция радиовещания для детей.

## Фильмография

### Сценарист

#### Мультипликация
- 1982—1984 — Бюро находок
- 1983 — Падал прошлогодний снег
- 1983 — Шалтай-болтай
- 1983 — Сказка в сказке
- 1984 — Найда
- 1984 — Это совсем не про это
- 1997—1999 — Незнайка на Луне

#### Игровое кино
- 1979 — Ты только не плачь
- 1984 — По коням!
- 1985 — Из жизни Потапова
- 1985 — С нами не соскучишься
- 1987 — Диск-жокей

## Награды и премии
- Государственная премия РСФСР имени Н. К. Крупской (1988) — за повести «Его среди нас нет» (1984) и «Тринадцатый год жизни» (1981)
- Диплом премии имени Х. К. Андерсена (1996) — за повесть «Зимняя девочка» (1994)